# Gelöster organischer Kohlenstoff
Der gelöste organischer Kohlenstoff bzw. engl. dissolved organic carbon (DOC) gehört als Teil des gesamten organischen Kohlenstoffs zu den Kohlenstoff-Summenparametern und bezeichnet die gelösten Formen. Er ist Teil der gelösten organischen Substanz (DOM).
Derartige Teilchen sind kleiner als 0,45 µm.

## LC-OCD – Liquid Chromatography – Organic Carbon Detection
Die LC-OCD ist ein Flüssigchromatografie-System, das zusätzlich zu Standard-Detektoren wie UV/Vis (UV), Fluoreszenz (FL) und Leitfähigkeit (LF) einen Kohlenstoff-selektiven Detektor enthält.
Die DOC-Bestimmung erfolgt mit dem Gräntzel-Dünnfilmreaktor, in dem organischer Kohlenstoff durch nasschemische Oxidation mittels UV-Licht (185 nm) ohne Zusatz eines Oxidationsmittels zu Kohlenstoffdioxid (CO2) umgesetzt wird.
Die Probe fließt dazu als dünner Film über einen Zylinder und wird hierbei intensiv mit UV-Licht bestrahlt. Gleichzeitig wird der Probenfilm durch einen rotierenden, mit Teflon-Pins bestückten Innenzylinder verrührt. Hierdurch wird eine weitgehend quantitative Oxidation der organischen Kohlenstoffverbindungen erreicht.
Die Probe wird im oberen, unbestrahlten Teil des Reaktors mit verdünnter Phosphorsäure (pH-Wert 2) versetzt. Das so aus dem IC gebildete Kohlenstoffdioxid wird kontinuierlich mit Stickstoff ausgestrippt.
Detektiert wird das Kohlenstoffdioxid mit einem Infrarotdetektor.
Das Verfahren wurde in den Jahren 1985 bis 1995 am Engler-Bunte-Institut der Universität Karlsruhe zusammen mit der Firma Alfred Gräntzel – physikalischer Gerätebau in Karlsruhe entwickelt.